# Kasteel de Haar

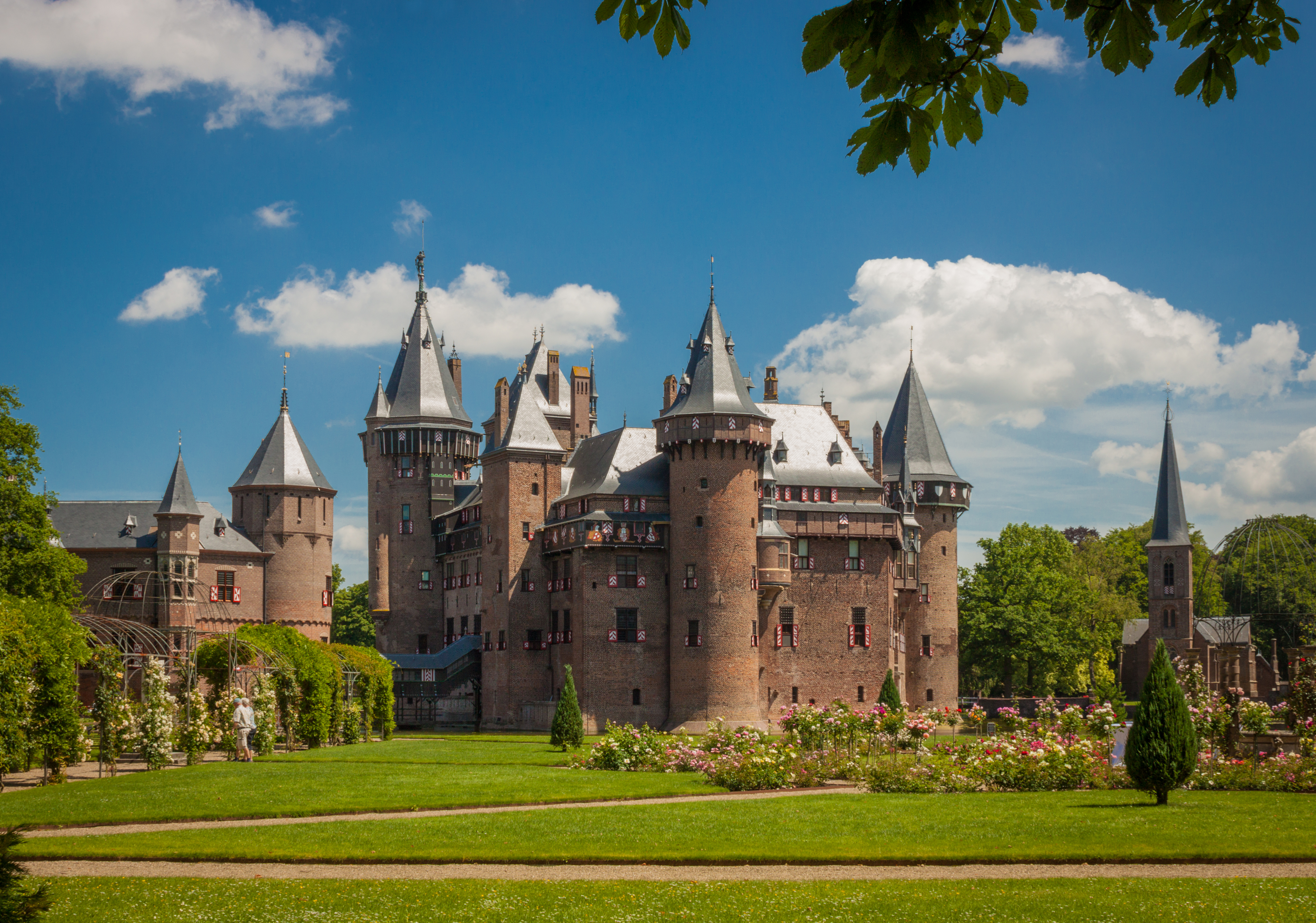
Kasteel de Haar

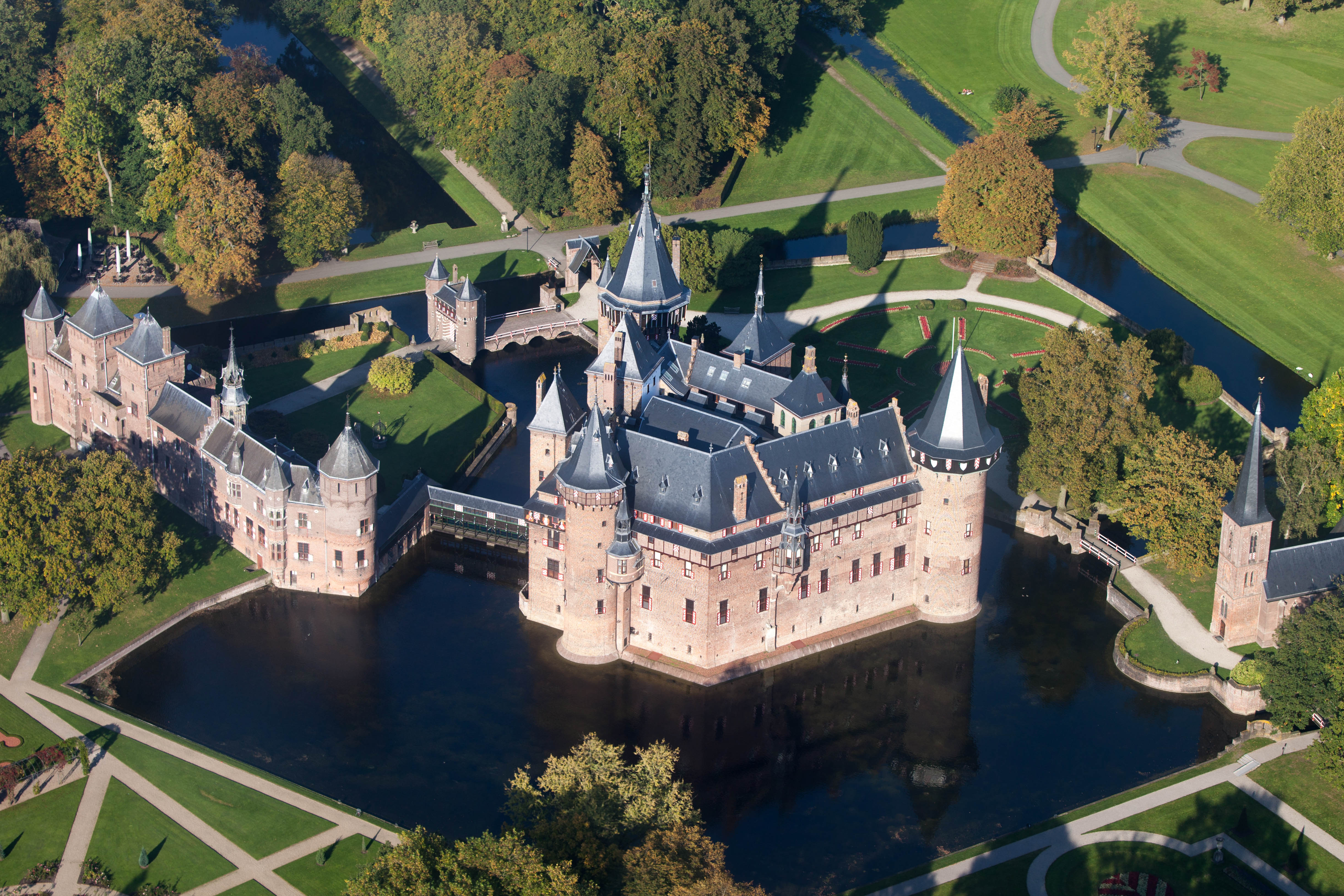
Luftbild von Kasteel de Haar

Kasteel de Haar ist eine umfangreiche Burganlage in dem bei Utrecht gelegenen niederländischen Ort Haarzuilens. Die heutigen Gebäudlichkeiten sind weitgehend ein Ergebnis des zwischen 1892 und 1912 von dem seinerzeitigen Eigentümer Baron Étienne van Zuylen van Nyevelt van de Haar (1860–1934) und seiner Ehefrau Hélène de Rothschild (1863–1947) veranlassten und unter Leitung der Architekten Pierre und Joseph Cuypers erfolgten Wiederaufbaues der Ruine der mittelalterlichen bzw. frühneuzeitlichen Anlage.

## Geschichte

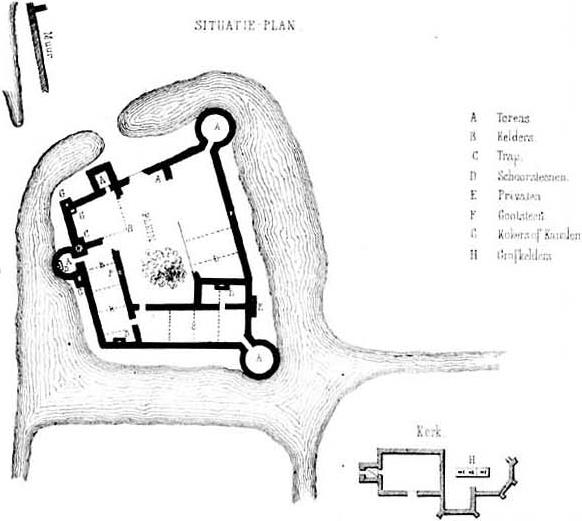
Grundriss der Ruinen von Kernburg und Kirche auf einer 1862 veröffentlichten Zeichnung

Die Ursprünge der Burganlage werden für die Mitte des 12. Jahrhunderts vermutet. Eine erste urkundliche Erwähnung des Kastells erfolgte 1391, als ein Angehöriger der Familie De Haar mit der Burg und der Herrlichkeit belehnt wurde. Sie blieb im Familienbesitz bis zum Aussterben der Familie de Haar im Mannesstamm und ging dann durch Heirat auf die Familie Van Zuylen über. Ein Dirk van Zuylen wurde 1451 mit der Burg belehnt. Allerdings wurde die Burg 1482 im Zuge kriegerischer Auseinandersetzungen niedergebrannt und teilweise eingerissen. Der verbliebene Rest wurde vermutlich in einen gegen Beginn des 16. Jahrhunderts errichteten Neubau integriert. In einer Urkunde aus dem Jahr 1506 wird die Burg als Besitz eines Steven van Zuylen erwähnt, 1536 in einer Liste der Lehen der Provinz Utrecht. Das älteste Bild der Burg zeigt die weitgehend wiederhergestellte Anlage im Jahre 1554. Ab 1641 verfiel sie erneut, nachdem Johan van Zuylen van de Haar ohne Hinterlassung von Abkömmlingen verstarb. Während des Rampjaars 1672 entging sie jedoch einer völligen Zerstörung durch französische Truppen.

## Baulichkeiten
Die über einem unregelmäßigen fünfeckigen Grundriss errichtete Kernburg verfügt über insgesamt fünf Türme, zwei über rechteckigem und drei über rundem Grundriss. Der ursprünglich offene Innenhof der Kernburg wurde beim Wiederaufbau überdacht, vgl. Abschnitt Wiederaufbau und Ausstattung. Als Baumaterial kam im Wesentlichen Backstein zur Verwendung.
Die Kernburg ist vollständig von einem Wassergraben umgeben. An diesem befindet sich, unmittelbar der Kernburg gegenüberliegend, die Kirche der Anlage. Auch die Kirche war im 19. Jahrhundert baufällig und teilweise ohne Dach.
Innenräume

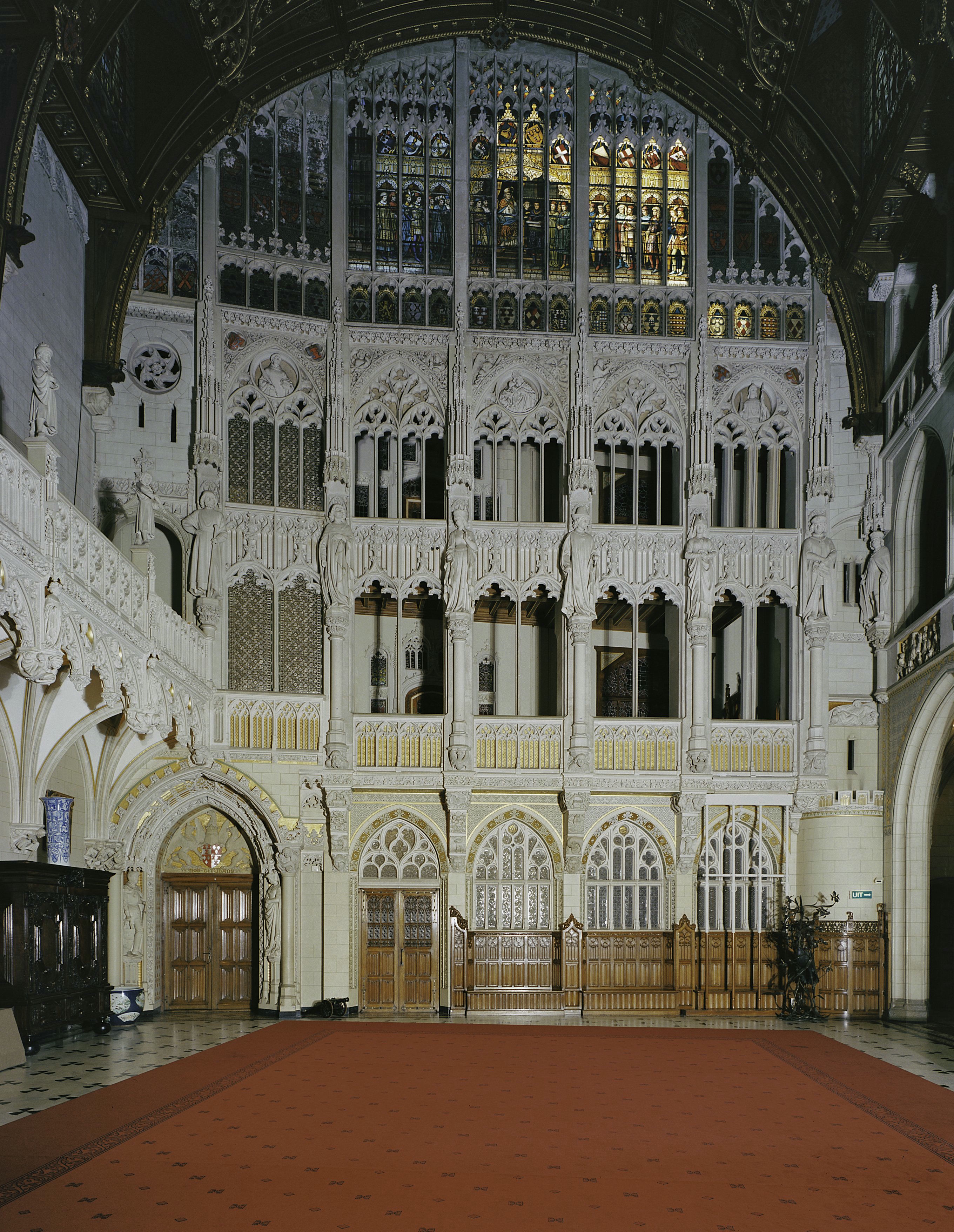
Zentralhalle
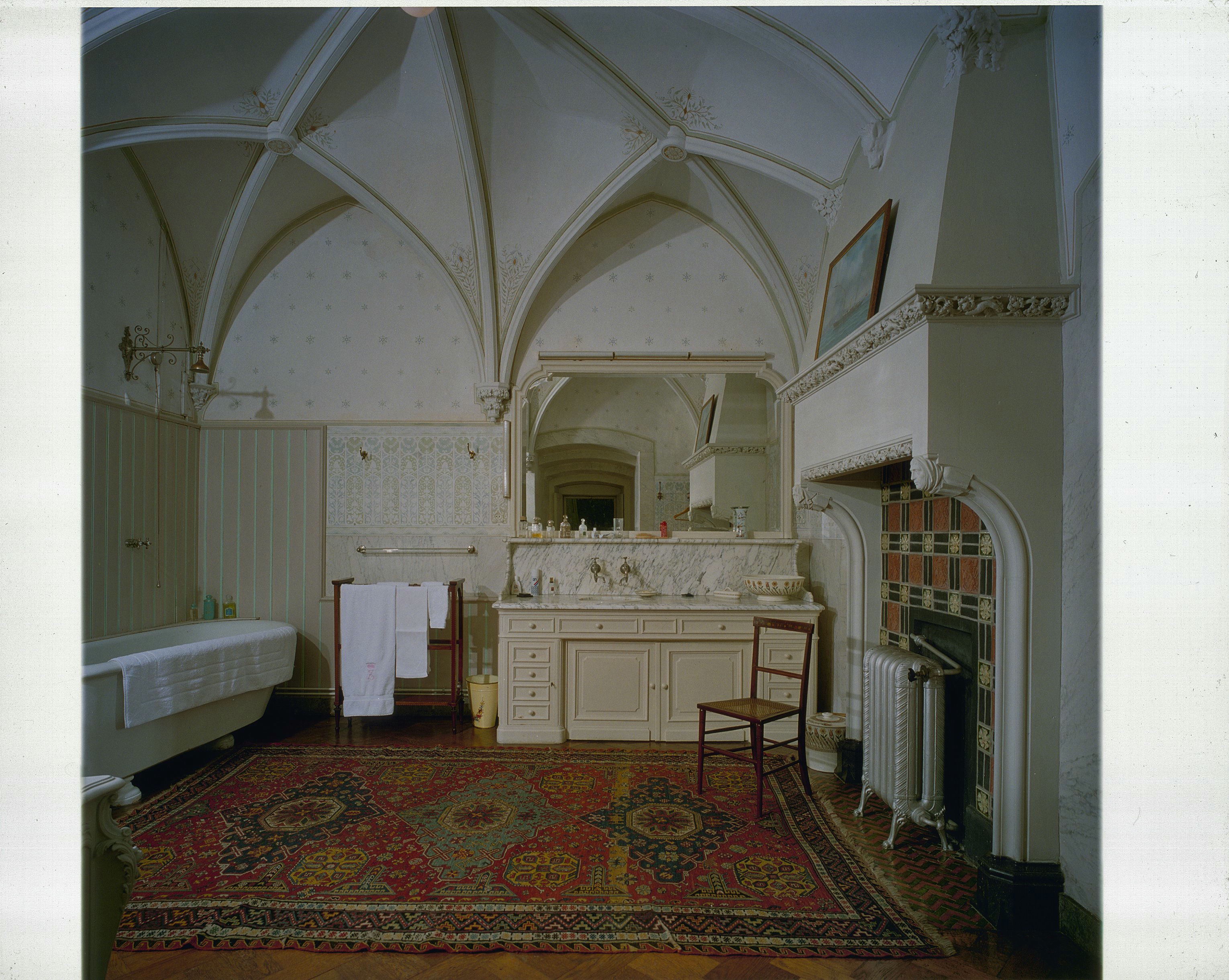
Badezimmer
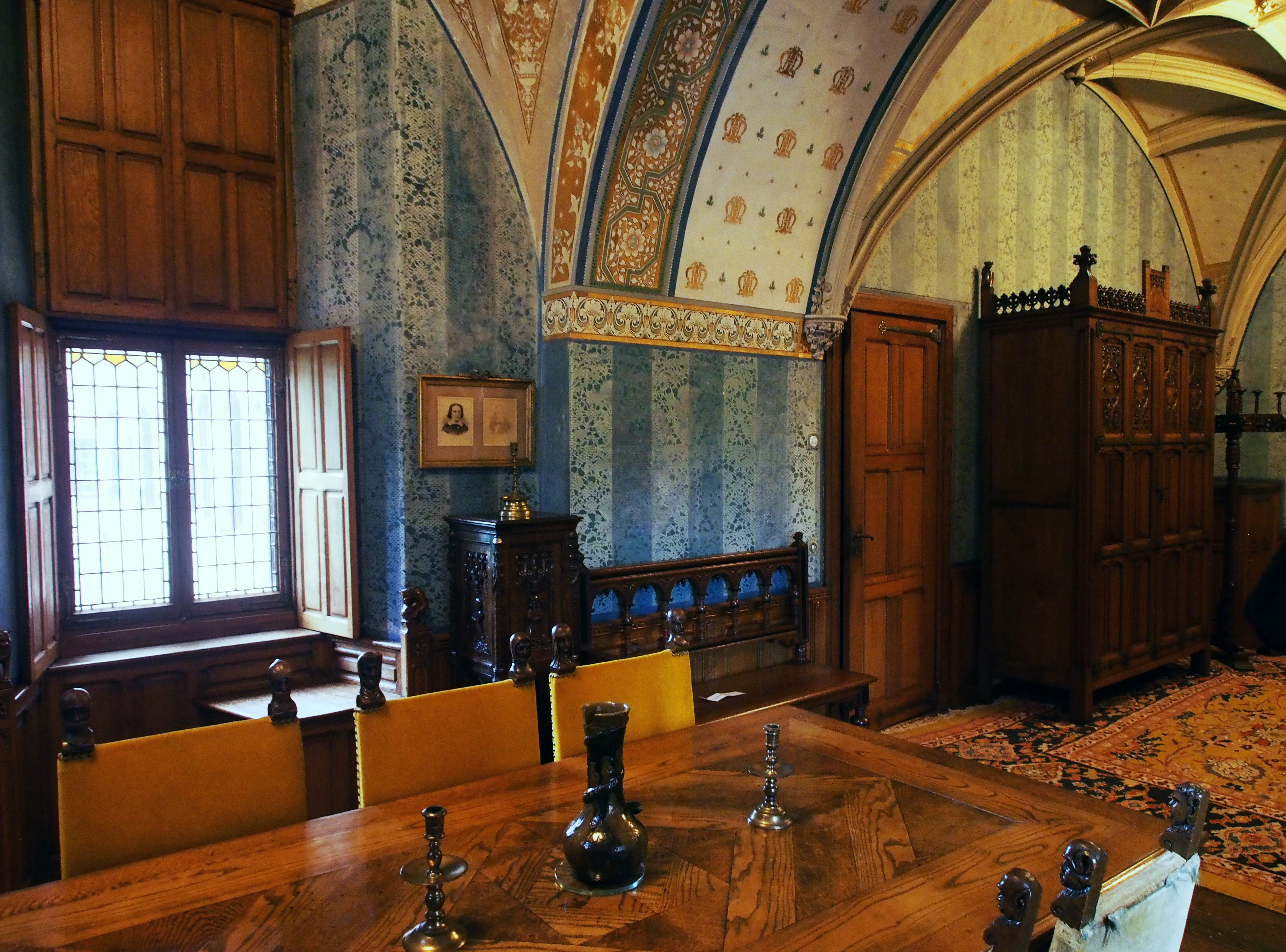
Cuyperskammer
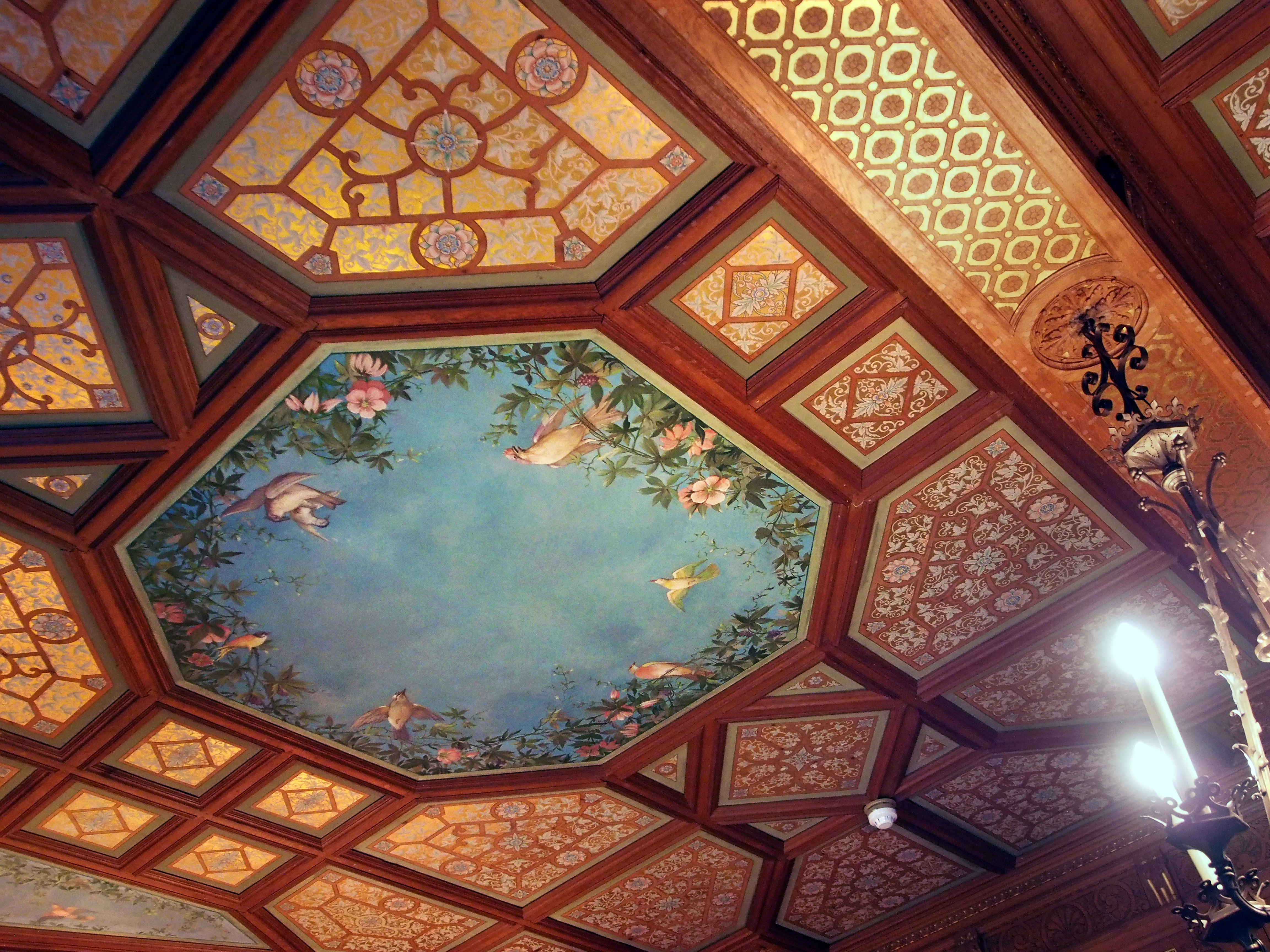
Kassettendecke im Schlafzimmer des Barons
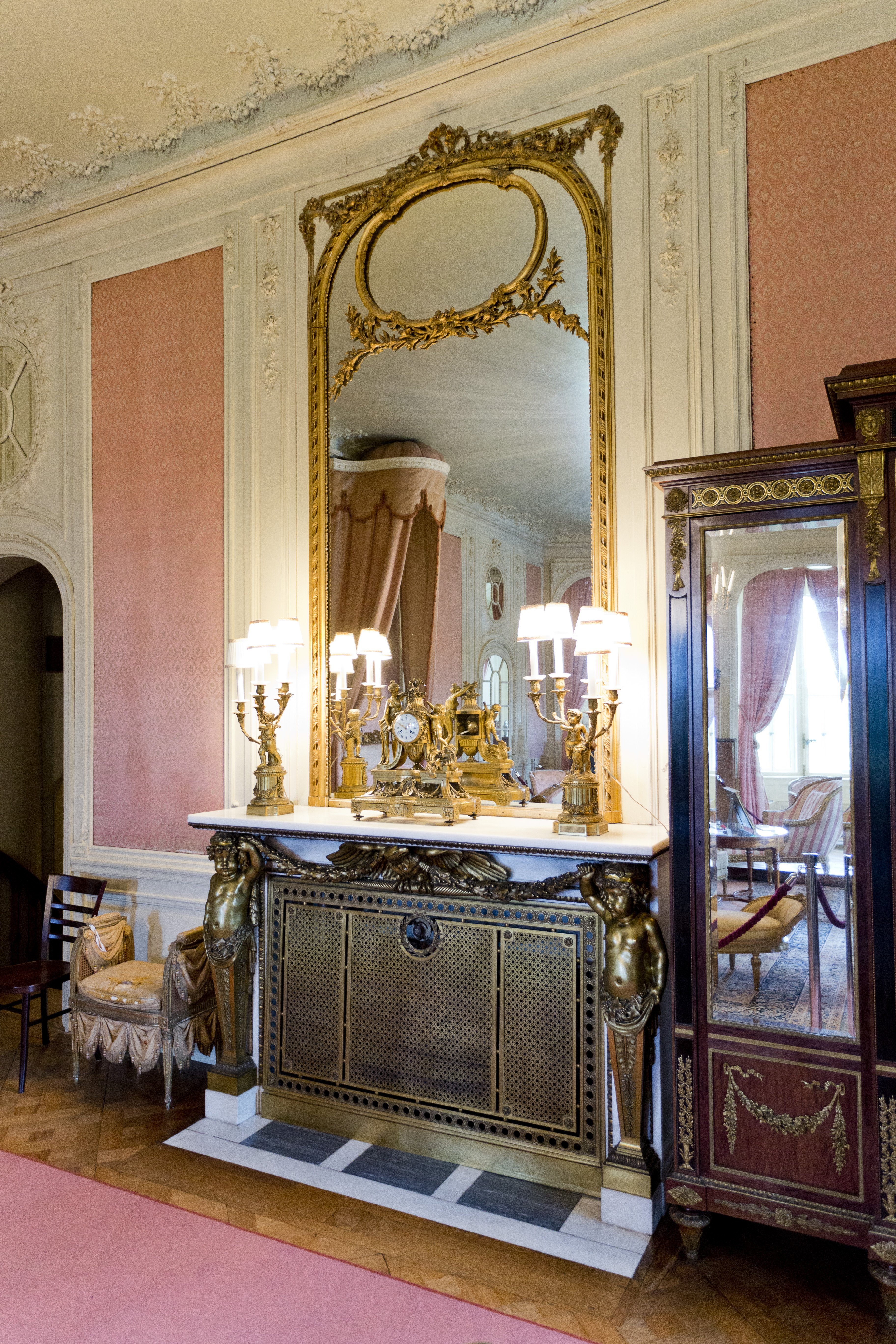
Salon

## Wiederaufbau und Ausstattung

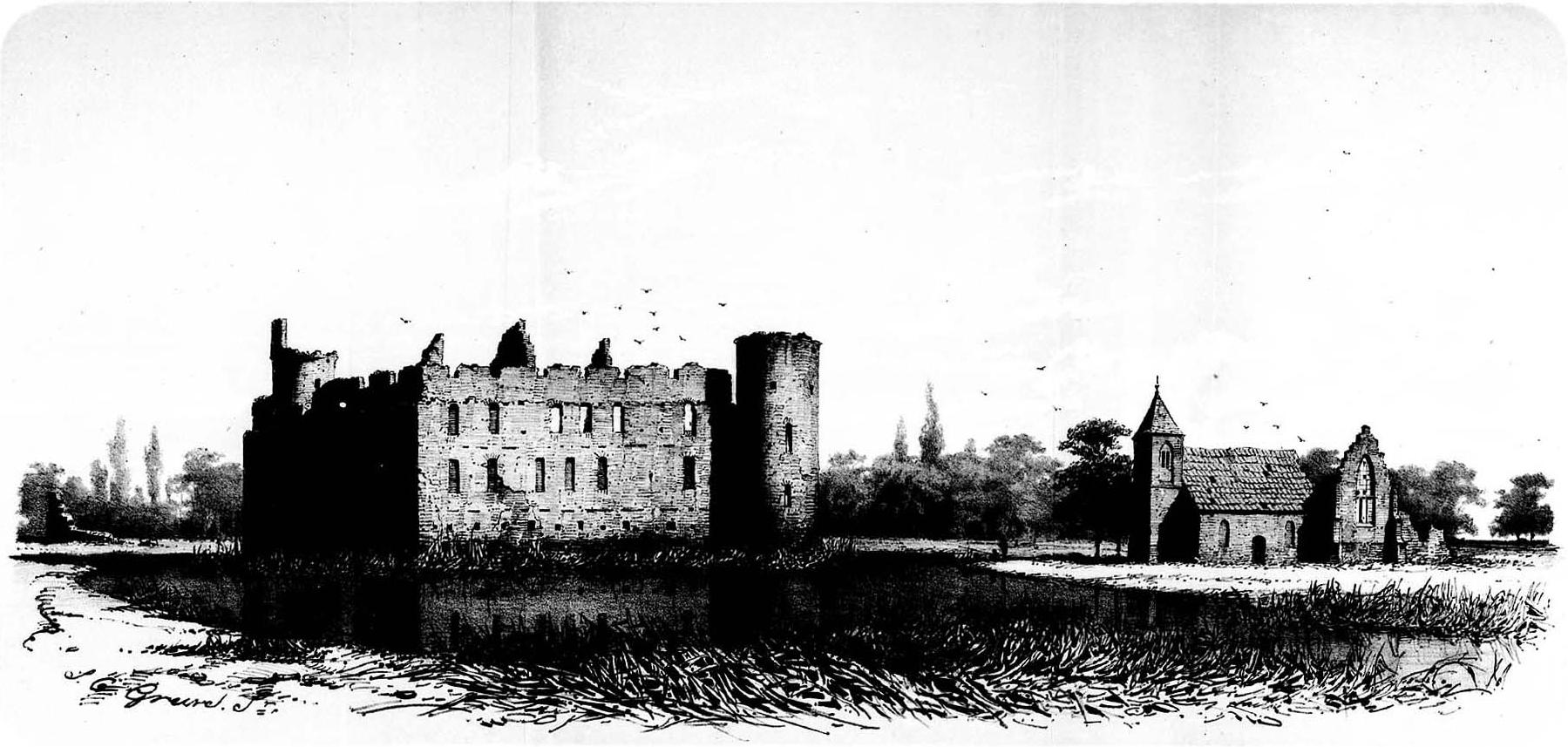
Die Ruinen von Kernburg und Kirche vor dem Wiederaufbau auf einer 1862 veröffentlichten Zeichnung

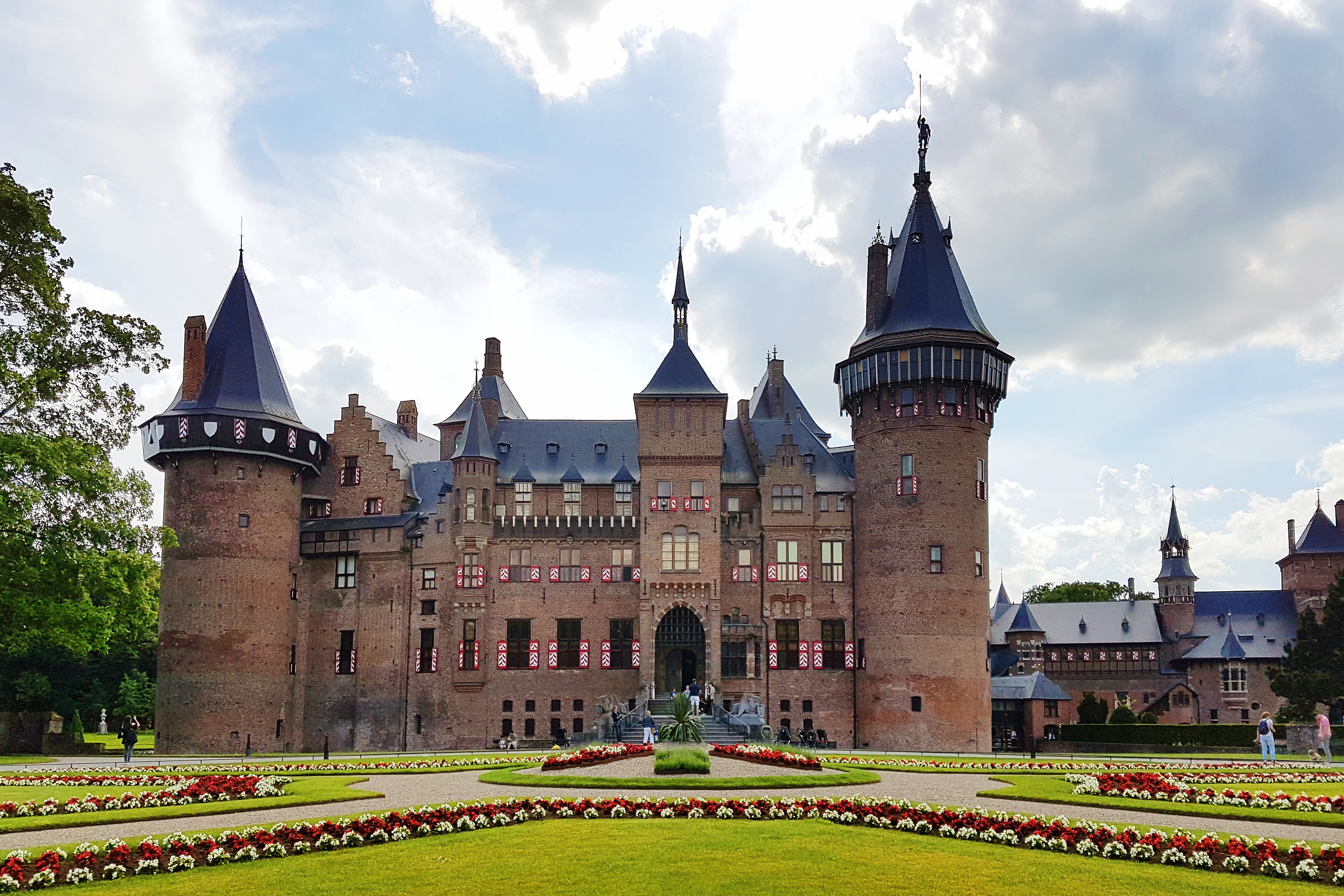
Ansicht der Burg vom Park

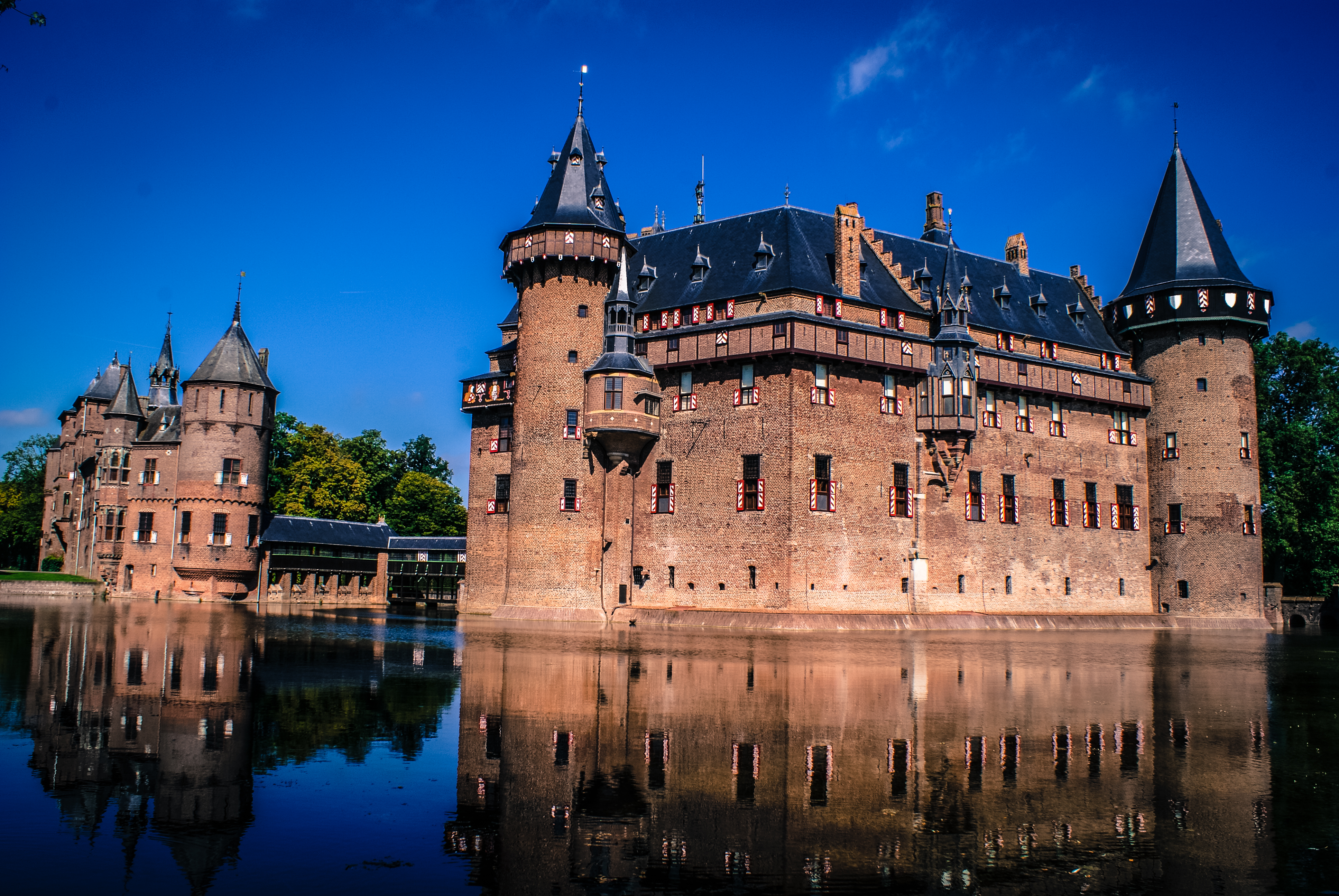
Ansicht vom Wasser

Pierre Cuypers achtete beim Wiederaufbau darauf, altes und neues Mauerwerk unterscheidbar zu halten, indem er für die neuen Mauern eine andere Art von Backsteinen verwendete. Die Burg verfügt über 200 Schlafzimmer und 30 Badezimmer. Präsentiert sich die Anlage von der Außen- als auch Innenarchitektur her, abgesehen von den nicht von Cuypers gestalteten Räumen der Baronin, einheitlich in der Formensprache der Neugotik, so kamen beim Wiederaufbau sowohl auf bau- als auch haustechnischer Seite durchaus seinerzeit modernste Techniken zur Anwendung.
Bei der Überdeckung des im mittelalterlichen Zustandes offenen Innenhofes der Hauptburg, der nach dem Willen des Bauherrn eine kathedralenhafte Halle bilden sollte, wurden Stahlträger und von einer Amsterdamer Firma gelieferte Stahlbetonfertigteile zum Bau des spitzbogigen Tonnengewölbes verwandt. Dieses verkleidete man auf der Untersicht mit einer in den Cuyperschen Werkstätten in Roermond vorgefertigten hölzernen Vertäfelung, so dass dem Wunsch des Bauherrn nach einem hölzernen Tonnengewölbe entsprochen wurde.
Des Weiteren wurde ein Generator zur Erzeugung elektrischen Stroms, ein Lift und eine mit Dampf betriebene Zentralheizung eingebaut. Aus diesem Grund ist die Burg nicht nur als Baudenkmal, sondern auch als Industriedenkmal anerkannt.
Das Architekturbüro Cuypers entwarf aber nicht nur den Bau als solchen, sondern nahezu die gesamte Ausstattung, auch hinsichtlich kleiner Details, das Mobiliar sowie sogar das Essbesteck und die Uniformen der Hausbediensteten. Vieles wurde von der von Pierre und Jos Cuypers betriebenen Firma Cuypers & Co. in Roermond, die auf die Anfertigung von Bildhauerarbeiten, Mobiliar und sonstigen Ausstattungsstücken für Kirchen spezialisiert war, selbst angefertigt; zum Teil aber auch an Fremdfirmen, wie etwa eine Pariser Silberschmiede hinsichtlich des Essbesteckes, vergeben. Eine Reihe von Mitarbeitern der Firma Cuypers, unter anderem Bildhauer, war zum Teil längere Zeit in Haarzuilens zur Bauausführung vor Ort.
Ein herausragender Bauteil des Wiederaufbaues ist die bereits erwähnte, an die Stelle des offenen Innenhofes getretene große Halle mit ihrer am alten Bau nicht vorhandenen mehrstöckigen, umlaufenden und reich durchgebildeten Galerie. Durch die Galerie wurden die ursprünglich gefangenen Räume der alten Anlage zugleich unabhängig voneinander zugänglich gemacht.
Zum Interieur gehören auch Teile der Rothschildschen Sammlungen, darunter wertvolles Porzellan aus China und Japan sowie religiöse Bilder.

## Parkanlage

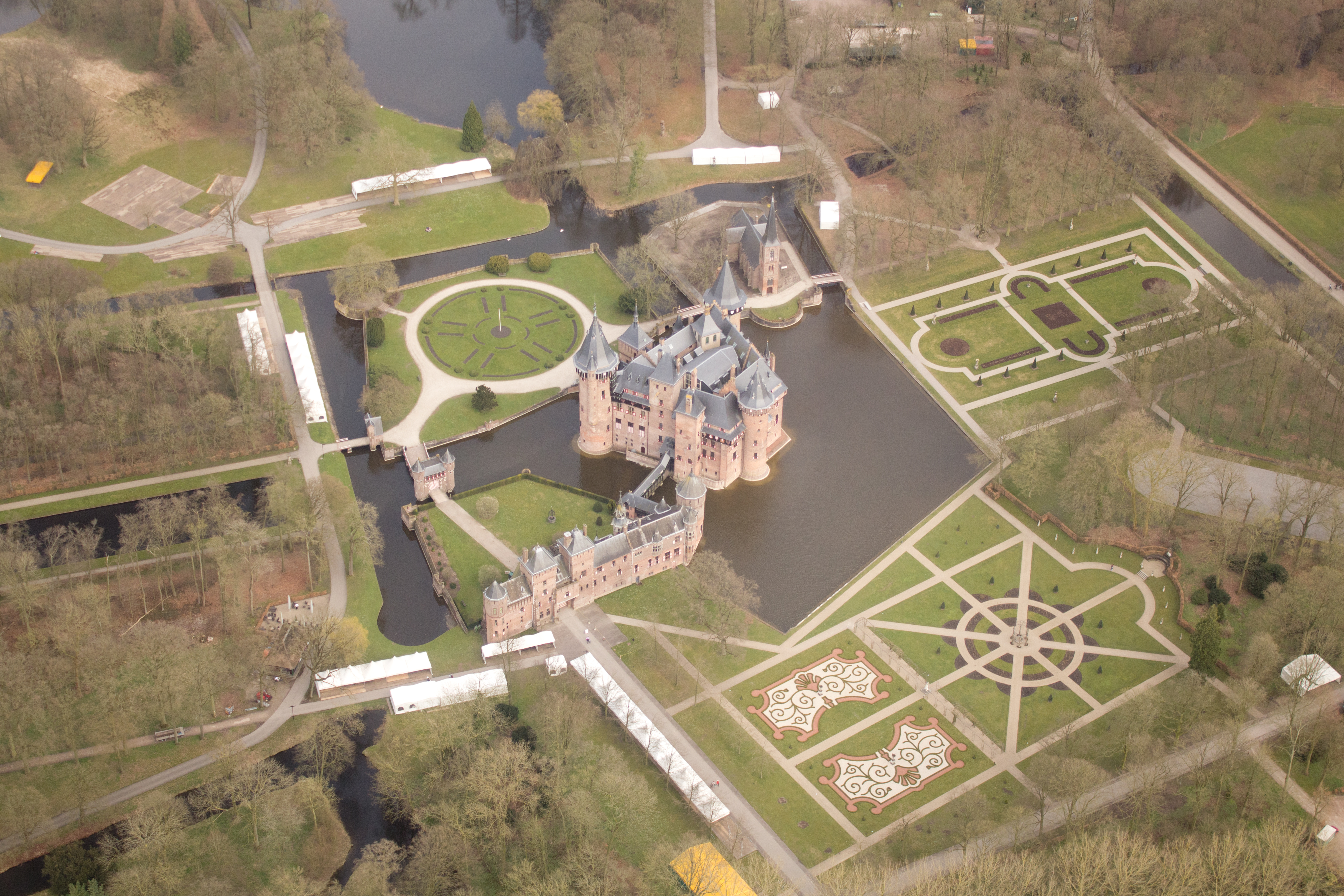
Luftaufnahme der Parkanlagen

Das Schloss ist von einem von Hendrik Copijn entworfenen, über 100 Hektar großen Park umgeben. Copijn konnte sich mit seinem Entwurf gegen Vorschläge von Cuypers selbst und von Leonard Anthony Springer durchsetzten, allerdings hat Pierre Cuypers einige Baulichkeiten im Park gestaltet. Um dem Wunsch des Barons nach alsbald schattenspendenden Bäumen zu entsprechen, wurden in diesem über 6.000 große Bäume im Alter von 30 bis 40 Jahren angepflanzt. Diese mussten in Ermangelung entsprechenden Materials in der Nähe der Baustelle mit Pferd und Wagen quer durch Utrecht transportiert werden. Der Baron kaufte in Utrecht sogar Gebäude auf, damit diese zur Schaffung von Platz für den Transportweg abgebrochen werden konnten.
Der Park wurde von Copijn als Landschaftspark angelegt, in dem einige Themengärten anderer gartenarchitektonischer Stilrichtungen integriert sind. Teile des Parks erinnern beispielsweise an die Gärten von Versailles.
Dem Park musste zur Schaffung der gewollten Sichtachsen – außer der Kirche – die ursprüngliche Ortschaft Haarzuilens weichen. Die rund 150 Bewohner wurden 1898 in ein neues, etwa einen Kilometer entfernt in einem ländlich-historistischen Stil errichtetes Dorf umgesiedelt. Die Pläne zum neuen Dorf und seinen Gebäuden hatte Jos Cuypers nebst einzelnen anderen Architekten entworfen.
Während des Zweiten Weltkriegs fällte man viele Bäume des Parkes zur Brennholzgewinnung, während die Freiflächen dem Gemüseanbau dienten. Die Ortschaft Haarzuilens gehört heute teilweise der niederländischen Naturschutzorganisation Vereniging Natuurmonumenten.

## Aktuelle Besitzverhältnisse
Im Jahre 2000 erwarb die Stiftung Kasteel de Haar das 45 Hektar große Gelände um die Burg von der Familie Van Zuylen van Nyevelt. Weitere umgebende 400 Hektar wurden von den Natuurmonumenten gekauft. Zwischen 2001 und 2010 wurden Burg und Parkanlage restauriert. Das Burggelände wird zurzeit für Messen und Märkte, darunter die Elf Fantasy Fair, genutzt.